# П-1000 Вулкан
П-1000 «Вулкан» (Індекс УРАВ ВМФ (ракети): 3М70) — радянський/російський протикорабельний ракетний комплекс (ПКР). Є розвитком системи П-500 «Базальт».

## Історія створення
Ракету П-1000 «Вулкан» розробили в результаті удосконалення успішної протикорабельної ракети П-500 «Базальт», яка, у свою чергу, є вдосконаленим варіантом ракети П-35. Метою конструкторів було створення більш далекобійної ракети за збереження колишніх габаритів і маси та можливості використовувати без капітальної модернізації існуючі пускові комплекси та інфраструктуру для П-500. Постанова уряду від 15 травня 1979 року започаткувала розробку нової ПКР П-1000 «Вулкан».
Перший випробувальний пуск із наземного стенда в межах льотно-конструкторських випробувань здійснено на полігоні в Ньоноксі в липні 1982 року.
22 грудня 1983 року розпочалися випробування з атомного підводного човна проєкту 675МКВ.
Розроблення системи управління та низки іншої апаратури завершили в 1985 році.
Комплекс прийнято на озброєння 18 грудня 1987 року.

## Конструкція
В основних елементах конструкції ракета П-1000 повторює колишню П-500 «Базальт». Вона має сигароподібну форму з трикутним розкладним крилом та повітрозабірником двигуна під фюзеляжем. Основні відмінності між П-1000 та її попередником пов'язані зі зменшенням маси конструкції ракети для збільшення запасу палива.
Корпус П-1000 був виготовлений із застосуванням титанових сплавів, що дозволило зменшити вагу конструкції, не зменшивши її міцності. Маршова рухова установка ідентична П-500 (короткоресурсний турбореактивний двигун КР-17В). Новий стартовий прискорювач підвищеної потужності з вектором тяги, що відхиляється, дозволяє оптимізувати траєкторію ракети на старті і забезпечити зліт з великою стартовою вагою. Маса уламково-фугасної бойової частини була зменшена до 500 кг. Було зменшено бронювання. Всі ці заходи дозволили збільшити запас палива не змінюючи габаритів ракети і збільшити її радіус дії до 700—1000 км.
Ракета П-1000 «Вулкан» використовує аналогічну П-500 «Базальт» комбіновану схему польоту. Велику частину траєкторії ракета долає на великій висоті, а поблизу мети знижується і відстань, що залишилася, проходить на надмалій висоті (близько 15-20 м), ховаючись від виявлення радарами за горизонтом. Зважаючи на більший запас палива на П-1000 тривалість її маловисотної ділянки може бути збільшена, що робить ракету менш вразливою для далекобійних зенітних ракетних комплексів (ЗРК) противника.
Голівка самонаведення ракети використовує алгоритми ідентифікації та розподілу цілей, створені на основі роботи над П-700 «Граніт» . Ракета може ідентифікувати окремі кораблі, аналізувати їхнє положення в ордері та вибирати найцінніші. Селекція цілей, ймовірно, або автоматична, або за принципом телеуправління (оператором корабля за даними радара (РЛС) ракети) або комбінована.
З метою подолання ПРО та ППО на ракеті передбачені протизенітне маневрування на малій висоті та розподіл ракет у залпі по фронту (з попереднім збором ракет до групи) перед включенням РЛС на кінцевому етапі. На ракеті встановлено станцію постановки активних перешкод системи захисту 4Б-89 «Джміль», що розроблялася починаючи з 1965 року в лабораторії відділу № 25 ЦНДІ «Граніт» під керівництвом Р. Т. Ткачова та Ю. А. Романова.
Постановою Ради міністрів СРСР у жовтні 1987 року наказувалося провести роботи з підвищення точності ракет комплексу «Вулкан» з відпрацюванням високоточного лазерного каналу наведення та створення ракети «Вулкан ЛК». Апаратура лазерного каналу (діаметр променя — близько 10 м, дальність розпізнавання — 12-15 км) була розміщена в дифузорі повітрозабірника та розпізнавала геометричні параметри корабля-мети, формуючи команди на корекцію траєкторії для ураження найбільш уразливих місць. Випробування системи велися в Севастополі по кораблях, що проходять, з літаючої лабораторії Іл-18. Пуски серійних ракет, оснащених ДСП лазерного каналу, планувалося провести у 1987—1989 роках. Але, мабуть, у 1988—1989 роках розробку теми «Вулкан ЛК» було припинено.

## Тактично-технічні характеристики
- Довжина: 11,7 м
- Діаметр: 0,88 м
- Розмах крила: 2,6 м
- Стартова вага: 7000—8000 кг
- Швидкість числа Маха (км/год):
  - на висоті: 2,5 (2660 км/год)
  - біля поверхні: 2 (2460 км/год)
- Максимальна дальність стрільби: до 700 км[3] зі стартовими прискорювачами від П-500; для РКР «Маршал Устинов» з 2017 року та РКР «Москва» з 2020 року, після заміни ПУ на жароміцні, до 1000 км.
- Система управління: інерційна + радіолокаційна
- Бойова частина:
  - фугасно-кумулятивна: 500 кг (маса вибухових речовин)
  - ядерна: 350 кт

## Носії
- Ракетні крейсери проєкту 1164[4].